# Schroefvleugeltiran
De schroefvleugeltiran (Cnipodectes subbrunneus) is een zangvogel uit de familie Tyrannidae (tirannen).

## Verspreiding en leefgebied
Deze soort komt voor van Panama tot het Amazonegebied en telt drie ondersoorten:
- C. s. subbrunneus: westelijk Colombia en westelijk Ecuador.
- C. s. panamensis: oostelijk Panama en noordelijk Colombia.
- C. s. minor: zuidoostelijk Colombia, oostelijk Ecuador, oostelijk Peru, noordelijk Bolivia en amazonisch westelijk Brazilië.

## Status
De grootte van de populatie is niet gekwantificeerd maar de soort wordt omschreven als schaars en met een versnipperde verspreiding. Op de Rode lijst van de IUCN heeft deze soort de status niet bedreigd.